# 한국노동조합총연맹
한국노동조합총연맹(韓國勞動組合總聯盟, The Federation of Korean Trade Unions, FKTU)은 대한민국의 노동조합이다. 1946년 대한독립촉성전국노동총동맹으로 발족하면서 피상적인 역사가 시작된다. 1960년 11월 한국노총으로 개칭했다. 1949년 국제자유노동조합연맹(ICFTU)에 창립회원으로 참가했다. 본부소재지는 서울특별시 영등포구 여의도동 35번지이다.
노동자 대투쟁 직전인 1987년 6월 30일 당시에 2,449개 노조와 90만 6천여 명을 가졌던 한국노총은 12월 말에 각각 3,532개와 117만 명으로 늘어났다. 이런 추세는 1988년에도 지속되어 당해 6월 30일엔 단위노조 5만 62개에 조합원 수 151만여 명으로 증가했다. 2022년 현재 조합원 수는 1,121,819명이다.

## 역사
1946년 3월 1일 대한독립촉성노동총연맹이 결성되었다.(위원장 홍윤옥) 당시 민족진영의 대한독립촉성전국청년총연맹(약칭 ‘독청’)의 ‘노동부’가 분리되어 만든 우익정치결사체였다. 연맹은 5월 1일 해방 후 첫 메이데이를 맞고, 이후 본격적인 조직 결성작업이 시작된다. 1949년 4월 29일 광산노동연맹이 결성되고, 11월 23일에는 ICFTU 창립대회에 참석하여 가맹회원이 되었다.
1953년 3월 8일 노동쟁의조정법, 노동조합법, 노동위원회법이 공포 및 실시되었고, 노조법이 제정된 후 이승만이 대한노총 총재에서 사퇴하였다. 5월 13일에는 근로기준법이 공포되었다. 1958년 10월 13일 집단지도제에서 위원장제로 규약을 개정하였는데, 합법성의 여부를 두고 관련 분쟁은 지속되었다. 1959년 3월 1일 제1회 노동절 기념행사를 열고, 메이데이를 3월 10일로 바꾸어 개최하였는데, 이는 제2차 세계대전 이후에 동서 냉전이 격화되어 미국에서 메이데이 행사가 9월 첫 번째 월요일로 변경되자 한국에서도 대한노총 창립기념일인 3월 10일로 변경키로 한 것이다. 동년 8월부터 대한노총이 분열되기 시작하여 10월에는 제2노총인 전국노동조합협의회 결성되었다.(의장 김말룡) 1960년 2월 18일, 서울노동회관이 개관하였다. 1960년, 4.19 혁명이 발발하여, 위원장 김기옥이 축출되고 5월에는 대한노총간부가 전원 사퇴하였다. 11월 25일에는 전국노동단체 통합대회가 열렸는데, 이 때 대한노총과 전국노협이 통합되어 한국노동조합총연맹(한국노련)을 결성하였다.
그러다가 1961년 5월 박정희 등에 의한 군사쿠테타가 발발하여, 5월 19일 노동쟁의가 일체 금지되었고, 이외에도 언론출판 사전검열, 국외여행금지, 유언비어 유포금지 등이 선포되었다. 이에 혁명위는 ‘국가재건최고회의’로 개편되었고, 곧 모든 정당 및 노조, 사회단체에 5월 23일부로 해체령이 내려진다.
1961년 8월에는 근로자의 단체활동에 관한 임시조치법과 사회단체 등록에 관한 법률 중 개정법률이 공포되어 한정적이나마 노조활동이 재개되었다. 한국노동단체 재건조직위원회가 발족하고, 재건조직요강에서 산업별 조직체제를 갖출 것을 선언한다. 곧 전국섬유노동조합, 전국광산노동조합, 전국체신노동조합, 전국철도노동조합, 전국운수노동조합, 전국해상노동조합, 전국금융노동조합, 전국전매노동조합, 전국전력노동조합, 전국화학노동조합, 전국외국기관노동조합, 전국금속노동조합, 한국노동조합총연맹(약칭 노총), 전국부두노동조합, 전국연합노동조합 등이 조직되고 중앙노동위원회가 발족한다. 1962년 2월 7일에는 각 도마다의 협의회를 결성하였다. 1963년 2월, 노총은 ‘정부관리기업 직원보수통제에 관한 특별조치법’ 폐기 및 쟁의권 부활을 위한 투쟁을 벌이고, 쟁의 금지조치 철회를 요구한다. 4월 17일 노동조합법·노동쟁의조정법이 최고회의 상임위원회를 통과하자 노총은 ‘위헌노동법반대투쟁위원회’를 구성해 투쟁에 돌입한다. 7월 6일에는 전국출판노동조합이 결성되고, 11월 15일 전국자동차노동조합이 운수노동조합에서 분리되었다. 1968년 6월 28일에는 자본시장육성법 제정에 대한 반대투쟁을 벌이고 투쟁위를 구성하여 총파업을 포함한 단계적인 투쟁전략을 수립한다. 1969년 9월 11일 섬유노조 면방분회 파업을 벌이고 방직협회는 직장을 폐쇄한다. 동년 12월에 정부가 ‘외국인투자기업의 노동조합 및 쟁의조정에 관한 임시특례법’을 국무회의에 상정하자 ‘노동기본권수호투쟁위원회’를 설치, 총궐기대회를 개최한다. 1970년 1월 3일 외투기업 임시특례법 통과에 항의하고 정치참여를 선언한다. 동월 7일 한국경영자총연합회가 설립되었고, 12월 12일 전국관광노동조합이 철도노조에서 분리 결성되어, 한국노총 회원노조가 17개로 증가하였다. 1971년 1월 6일 한국노총 노동상담소가 설치되었다.
1971년 4월 27일 박정희가 제7대 대통령으로 취임하고 12월 6일 ‘국가비상사태’를 선포하기에 이른다, 이에 노총은 ‘비상시국하의 우리 노동자의 자세를 밝힌다’ 성명을 발표한다. 그러나 심각성을 인지하고 국가보위특별조치법에 대한 반대 유인물을 작성하던 중 동아일보에 정보가 유출되어 1면에 보도되자, 중앙정보부에 조선원 사무차장이 연행되어 고문과 협박 끝에 사직한다. 12월 27일 국가보위에 관한 특별조치법이 국회를 통과하고, 12월 31일 국가동원령이 공포된다. 1972년 10월 17일, 박정희는 10월 유신 특별선언을 발표, 전국에 비상계엄령을 선포하고 노동관계법을 개정하여 쟁의권을 원천 봉쇄한다. 10월 2일에 노총은 정권의 압력에 의해 유신지지 성명을 발표한다. 1974년 박정희는 긴급조치 1호~4호를 선포하고, 곧 울산 현대조선소에서 도급제 철폐, 차별대우 철폐, 임금인상, 노조결성 보장 등을 요구하며 분규 중이던 663명을 연행하고 21명을 구속한다.
1975년 2월 7일 한국노총회관 기공식을 가지고 1977년 9월 9일 노총 장학회 법인이 세워진다. 1979년 8월 9일, YH무역 여성노동자 신민당사 농성을 경찰이 강제해산 과정에서 김경숙이 사망하고 노조지부장 최순영 등이 구속되었다. 8월 28일에 노총은 노동관계법 개정, 임금채권 확보에 관한 특별조치법 제정, 노사협의회법 제정, 근로자 협동조합법, 종합고용대책 수립 등을 건의하였다. 곧 박정희가 사망하고 최규하가 제10대 대통령으로 선출되자, 노총은 국가보위법 철폐를 청원하고 정부의 임금억제조치에 대한 대책 마련을 건의한다.
1980년 다시 전두환 등에 의한 군사 쿠데타가 일어나고, 7월 19일 노동조합 정화조치로 노총 및 산별노조, 연합단체의 활동이 전면 유보되었다. 곧 노총 위원장, 산별노조위원장 등 11명이 사퇴한다. 곧 노총은 중앙정화추진위원회의를 열고 노조간부 191명에게 정화대상자 및 자진사퇴자를 확정 통고한다. 12월 3일 노동관계법이 전면 개정된다. 1986년에는 최저임금제 입법을 청원하여, 12월 31일 최저임금법이 제정된다.
1987년 노총이 4.13 노총, 4.13 호헌지지에 성명하자 금융노련 산하 13개 노조가 노총의 4.13 호헌지지 반대 공동성명을 발표한다. 곧 대통령 직선제 개헌 등을 포함한 6.29선언이 발표된 후 노동자 대투쟁이 일어나고 노총은 구속노동자 석방을 촉구하기 위한 검찰총장 면담을 가진다. 또한 노총은 노동법 개정 촉구 궐기대회를 열었고, 곧 정부는 개정 노동법을 공포하게 되었다.

### 민주화 이후 연혁
- 1988
  - 11.29: 부당노동행위 규탄대회
- 1989
  - 3.1: 노동절 및 임투승리를위한 결의대회
  - 4.19: 정치위원회 설치
  - 8.4: 구로지역 노동상담소 개소(이후 전국 18개 지역 상담소 설치)
- 1990
  - 2.5: 노동부장관실 점거농성(노동시간 단축에 따른 임금 삭감 항의)
  - 3.3: 경기도 지방노동위원회 점거
  - 3.24: 노동탄압분쇄 및 ‘90 임투승리결의대회
  - 4.9: 노동위원회 근로자 위원 전원사퇴(노조전임자 휴직 상태 펀결 항의)
  - 5.1: 노동절 기념대회, 전노협-총파업
  - 8.3: 공휴일 축소 및 노동시간 단축에 따른 임금삭감 규탄대회
- 1991
  - 1.4: 노동조합법 제12조 헌법소원 심판청구 제출
  - 7.3: 고용보험제 도입 촉구
  - 7.24: 대법원장에게 노동법원 설치 건의
  - 10.9: ILO 기본조약 비준과 노동법 개정을 위한 전국 노동자 공대위 출범
  - 11.1: 박종근 위원장, 노동법개악 반대 단식농성투쟁
  - 12.9: 정부, 국제노동기구(ILO) 가입
- 1992
  - 12.15: 여주 한국노총 중앙교육원 준공식
- 1993
  - 4.1: 노총·경총 ‘중앙단위임금인상 권고안’ 임금인상률 합의 4.7~8.9%
  - 4.27: 대법원, 노조 대표자의 직권조인 인정
- 1994
  - 1.6: 김영삼, 노사분규없는 원년 선포
  - 3.3: 노총·경총, 임금 8.7% 인상을 포함한 사회적 합의 발표
  - 8.24: 여주교육원에서 제2차 국제자유노련 아태지역 청년제 개최
  - 11.17: 노총, 민주노총(준)에 통합제의
- 1995
  - 3.3: 노총·경총, 산업평화정착을 위한 공동선언문 서명
  - 5.26: 여주 중앙교육원 준공식
  - 11.11: 민주노총 출범
- 1996
  - 10.11: 한국, OECD가입
  - 12.3: 정부, 노동법 개정안 확정(제3자 개입금지, 폐지, 노조의 정치활동 금지 폐지, 상급단체 복수노조 허용, 정리해고제와 변형근로제 도입 등)
  - 12.9: 비상임시전국대의원대회 개최, 총파업결의
  - 12.11: 박인상위원장 단식농성 및 노총 전간부 철야농성
  - 12.12: 노동법 개악반대 생존권 사수 결의대회
  - 12.27: 노동법·안기부법 새벽 날치기 통과에 대해, 노총은 제1단계 총파업에 돌입(553개 노조 16만여명).
- 1997
  - 1.14: 2단계 총파업 돌입. 전국25개 지역 동시 집회 25만명 참석. 익일 여의도에서 5만명 집회, 날치기 노동법 철폐촉구 결의대회
  - 1.26: 노총-민주노총 공동집회, 날치기 노동법 안기부법 무효화와 민주적 노동법 개정을 위한 전국노동자대회
  - 3.1: 국회, 노동관계법 여야 단일 재개정안 국회통과(상급단체 복수노조 즉시허용, 노조 정치활동금지 삭제, 노조전임자 임금지급금지-2001년 12.31일까지 유예, 정리해고 입법 후 2년간 시행유보 등)
  - 12.9: 박인상 위원장, 김대중후보지지 성명
- 1998
  - 1.14: 노총·민주노총·국민회의 노사정위원회 구성 합의. 이후 노사정위, 기업구조조정과 고용조정(정리해고) 법제화 조치 등 37개 의제 일괄타결 합의
  - 2.6: 노사정위, 경제위기 극복을 위한 사회협약 체결
  - 7.1: 양대노총, 노사정위원회 불참 선언 및 여의도 연대집회
  - 7.3: 노사정위 복귀
  - 9.29: 금융노련과 9개 은행. 은행파업 철회하고 연내 9,200명 감원 합의

- 1999
  - 6.11: 노총, 시한부 총파업
  - 9.1: 3기 노사정위원회 출범
  - 11.15: 노총, 제3기 노사정위원회 활동 중단 선언
  - 12.6 노총, 전경련 기습점거 농성, 국민회의 중앙당사 점거 농성
  - 12.13: 노총, 정책연합 파기선언. 곧 1·2단계에 걸친 파업

- 2000
  - 5.17: 노사정위 「근로시간단축 특위」구성, (2000.10월: 근로시간단축에 관한 기본원칙 합의)
  - 7.11	주40시간, 주5일 노동제 쟁취 및 일방적 구조개악 저지 제1차 총파업, 금융노조 7/10 연세대, 7/11 명동성당 파업.
  - 하반기: 전력, 철도, 통신, 가스, 담배인삼 등 공공부문 민영화 반대 및 금융부문 구조조정 저지투쟁, 신자유주의 저지를 위한 양대노총과 시민사회단체 연대투쟁
  - 11.22: 일방적 공공부문 구조조정 저지 대국회 투쟁 결의. 국회 앞 천막농성
  - 12.4: 양대노총 위원장 및 회원조합 대표자 연석회의, 양대노총 공동투쟁위원회 구성합의. 총파업 돌입에 따른 대국민 기자회견. 12.5 경고파업 집회
  - 12.22: 금융산업노조 국민·주택은행 전면파업, 12.27 공권력 투입 강제 해산

- 2001
  - 2.9: 노조전임자 복수노조 문제 노사정위원회 합의. 노조전임자 임금지급 금지 처벌규정 2006년 12월 31일까지 유예. 단위사업장 복수노조 허용 5년 유예.
  - 4.29: 이남순 위원장 단식투쟁 (5.10까지 12일간), 금융노조 간부 법정구속과 일방적 구조조정 중단 요구.
  - 10.31: 국가기간산업 민영화 저지를 위한 양대노총 공동투쟁본부 출범
  - 11.26 ~ 29: 철도·가스 민영화 저지 파업 찬반투표
  - 12.8: 철도노조, 전국 18대 거점별 철야농성 투쟁. 곧 노사정위원회 근로시간단축 합의도출 실패

- 2002
  - 2.25: 철도·가스민영화저지 철도노조 총파업. 철도노조 교섭권 한국노총 위임.
  - 2.27: 철도 교섭 타결. 3.11~13 합의서 찬반투표-가결(찬성 70.83%). 철도·가스노조 파업 후 27명 체포영장 발부(철도 18명·가스 9명), 철도 고소고발 189명, 철도 조합비 가압류(15억 9,600여만원)
  - 5.6: 노사정위원회 「비정규직근로자 대책관련 노사정합의문(제1차)」도출	- 비정규직 근로자 범위와 통계 개선 및 근로감독 강화, 사회보험 적용 확대 등
  - 7.1: 금융노조 주5일제 시행
  - 7.22: 노사정위원회 시간단축 최종협상 결렬, 9.5 정부 입법안 발표
  - 11.3	한국노총 독자정당 민주사회당 창당

- 2003
  - 3.24: 이라크 침략전쟁반대 및 국군파병 저지 투쟁 시작
  - 4.24: 민주사회당, 고양시 덕양갑에 김기준 후보 출마 - 낙선
  - 6.18: 조흥은행 매각반대 파업 돌입
  - 10.26	노사관계 로드맵저지, 국민연금개악저지, 비정규직 차별철폐 하반기 총력투쟁 돌입

- 2004
  - 2.1: 노사정위, 일자리만들기 사회협약 체결
  - 4.19: 4.15 총선실패 책임, 이남순 지도부 및 전간부 총사퇴
  - 6.24: 최저임금 77만원 쟁취 공동투쟁 시작
  - 11.15: 비정규노동법 개악저지, 공무원 노동3권 쟁취, 한일FTA저지 등을 위한 총력투쟁. 25일간 여의도 문화마당 천막농성투쟁.

- 2005
  - 3.14: 독립 60주년 맞이, ILO에서 일본군 위안부 지원활동
  - 4.22: 비정규 권리보장 입법을 위한 양대노총 위원장(이용득, 이수호) 공동단식. 12일간 진행, 5월 3일 교섭 최종 결렬
  - 5.1: 한국노총 복지센터 비리사건 발생(전현직 임원 일부 연루)관련 대국민 사과, 조직혁신위원회 구성.
  - 6.1: 임시대의원대회. 외부감사제 도입, 선거제도 개혁, 여성할당제 도입 등 조직 혁신 규약 및 규정 제·개정안 통과
  - 6.7: 여의도센터 업무시작
  - 6.14	김태환 충주지부장이 사측이 파업 무력화를 위해 고용한 대체 용역레미콘 차량에 치어 사망. 이후 특수고용노동자의 노동3권 쟁취 투쟁의 도화선이 된 사건.
  - 7.2: 중앙노동위원회 및 지방노동위원회 노동자위원 총사퇴. 김대환 노동부장관 퇴진 서명지 청와대 전달
  - 7.7: 김대환 노동부장관 퇴진, 김태환 열사 정신 계승 및 특수고용 노동자 노동3권 쟁취를 위한 총파업. 7.9, 김태환 열사 장례식
  - 8.26: 한국노총이 김태환 열사 사망에 대해 무책임한 태도로 일관한 김대환 장관이 퇴진하지 않는 한 2005년 10월 10일부터 부산에서 개최 예정이던 제14차 ILO아태지역 총회에 불참하겠다는 의사를 ILO 사무총장에 전달. 이에 따라 총회는 2006년 8월 29일로 연기됨.
  - 11.10 ~ 30: 비정규직 보호입법 제정을 위한 양대노총 위원장, 경총회장, 상의 부회장 8차에 걸친 협상. 11월 3일 비정규직 보호입법 협상 최종 결렬. 한국노총 최종안 입법요구.

- 2006
  - 3.1: 한국노총 창립 60주년 기념 상징물 개정 및 새로운 운동이념, 기조, 전략 채택, ‘평등복지사회 실현을 위한 참여와 사회연대적 노동조합주의’. 마크, 로고 및 노총가 등 상징물 개정 사업.
  - 3.31: 한미FTA 저지를 위한 한국노총 대책위 구성 및 활동
  - 5.1: 제1회 노동절 마라톤대회 개최
  - 6.28: 이용득 위원장, 한국투자환경설명회 등 해외투자유치활동
  - 8.3: ILO 아·태총회 전면철수, 이상수 노동부장관의 ‘노사관계로드맵 입법예고 강행 발언에 항의
  - 9.11: 노사관계로드맵 노사정합의. 기업단위 복수노조 허용 및 노조전임자 급여지원 금지규정 시행 3년 유예, 직권중재제도 폐지, 필수공익사업장 필수유지 업무제도 도입 및 대체근로 허용, 제3자 지원신고제도 폐지 등. 이를 계기로 양대노총 대립 격화, 민주노총 및 전해투 조합원의 이용득 위원장 폭행 및 부위원장실 폭력 점거사건 발생.
  - 10.31: ICFTU와 WCL가 통합하여 ITUC 창립, 한국노총도 가입.
  - 11.3: 기간제 근로자 보호법제정안, 파견근로자보호법 개정안, 노동위원회법 개정안 등 비정규직 3개법안 국회 통과. 노사발전재단 2007년 2월 출범 노사정 합의
  - 12.13: 산재보험제도 개혁 노사정합의

- 2007
  - 7.1: 비정규직법 시행
  - 12.1: 조합원 총투표실시, 이명박 후보와 정책협약 체결

- 2008
  - 1.29: 최초 선거인단에 의한 위원장 선거(러닝메이트제) 실시. 제22대 장석춘 위원장-백헌기 사무총장 당선
  - 4.11: 노총 출신 국회의원 4명 당선: 한나라당 - 강성천(비례), 김성태(서울 강서을), 이화수(안산 상록갑), 현기환(부산 사하갑)
  - 6.3: 이명박 정부, ‘공기업 선진화’ 추진. 집권과 동시에 공공부문에 대한 강력한 민영화·구조조정 방침을 천명. 대규모 공기업에 대한 대대적 감사, 검찰은 20여개 공기업과 공공기관 수사 또는 내사. 이에 한국노총 공공대책위 구성 및 대응.

- 2009
  - 5.28: 한국노총 윤리위원회 위원위촉, 박원순 희망제작소 상임이사 등
  - 6.1: 한국노총 지역노동교육상담소 창립 20주년 기념식
  - 6~7: 정부, 비정규직 법 개정 시도
  - 10.15: 정부여당의 노조전임자 임금지급 금지와 복수노조 교섭창구 단일화 강제 강행에 맞서 임시대의원대회에서 정책연대 파기와 총파업을 결의하고 시기와 방식은 지도부에 위임. 그러나 지도부는 정책연대 파기하지 않음.
  - 11.9: 한국노총 지도부 천막농성. 정부의 일방적인 노조전임자임금 금지, 복소노조 교섭창구 단일화 방침에 맞서 여의도 문화마당에서 27일간 진행
  - 11.27: 한국노총 지도부 한나라당사 점거 농성…노조전임자 임금지급 금지 및 복수노조 교섭창구 단일화 폐지 촉구
  - 12.4: 전임자임금·복수노조 관련 타임오프 제도 도입과 복수노조 시행 유예 노사정 합의

- 2010
  - 2~4: 근로시간면제위원회 총 16차에 걸쳐 개최. 5.1일 공익위원안 강행 의결
  - 5.4: 근로시간면제위원회 날치기 통과 무효, 국회 전면 재논의 촉구 지도부 단식 농성
  - 9.3: 통일쌀 100톤 북한수해지역 전달
  - 11.1: G20 노동조합 정상회의

- 2011
  - 2.24: 정기대의원대회에서 한나라당과의 정책연대 파기 공식선언
  - 6.24: "복수노조 교섭창구 단일화는 위헌" 주장, 헌법소원 제출
  - 9.7: 이소선 어머니 민주사회장
  - 12.8: 미래전략위원회 최종보고서 채택
  - 12.18: 한국노총-민주당-시민통합당 참여하는 야권통합정당 민주통합당 출범

- 2012
  - 4.11: 한국노총-민주통합당 후보 5명 당선. 김경협(부천 원미갑), 김영주(영등포갑), 김동철(광주 광산구갑), 한정애(비례11번), 김기준(비례12번)
  - 7.27: 이용득 위원장 조직분열 책임지고 사퇴. 민주통합당과의 통합 정치방침은 재확인. 김동만 위원장 권한대행 체제

- 2013
  - 5.3: 고용률 70%달성을 위한 노사정 일자리 협약 … 고령화 시대에 대비한 중장년 일자리 확충, 임금체계 개편 등.
  - 6.14: 근로시간면제심의위원회 합의 실패, 표결로 결정…근로시간 면제한도 구간을 11개에서 10개로 재조정, 50명 미만 사업장에 전임자 1명, 전국분포 1,000인이상 사업장의 경우 사업장 수에 따라 가중치 부여.
  - 12.18: 통상임금 대법원 전원합의체 판결 … 정기상여금을 통상임금 산정에서 제외하기로 하는 노사합의가 강행규정인 근로기준법에 위반되어 무효임에도 불구하고, 신의성실의 원칙 적용.
  - 12.23: 민주노총 폭력침탈에 항의해 노사정위원회 불참선언.

- 2014
  - 2.14: 실노동시간 단축, 노동기본권 확대, 통상임금 정상화를 위한 국회 환경노동위 산하에 노사정 소위 논의, 4.23 최종 합의 실패
  - 4.16: 세월호 사건에 대해, 전조합원 서명운동 및 성금모금. 생명·안전분야 정규직 고용 정책요구
  - 8.19: 공공부분에 대한 사회적 대화 틀 마련을 위해 한국노총 노사정위원회 복귀.
  - 12.23: 노사정위원회 ‘노동시장 구조개선의 원칙과 방향’ 합의

- 2015
  - 6.15~30: 쉬운해고·임금삭감·근로조건 개악저지·임단투 승리를 위한 총파업 찬반투표
  - 7.13~: 노동시장 구조개악 저지를 위한 천막농성(47일간)
  - 9.15: 노동시장 구조개선을 위한 노사정합의
  - 9.16: 새누리당, 합의에 이르지 못한 비정규직 계약기간 연장(2+2), 파견확대를 포함한 5대입법안을 당론 발의
  - 11.30~: 김동만위원장 국회 앞 1인 시위 (약 1달간)
  - 12.3: 정부, 쉬운해고와 취업규칙 불이익변경 등 2대지침 발표

- 2016
  - 1.11: 9.15 합의 파기 선언
  - 2.2: 쉬운해고 및 취업규칙불이익변경 지침 국가인권위 진정
  - 3.1: 한국노총 창립 70주년 기념식 및 후원의 날
  - 4.13: 총선에서 노총 출신 더불어민주당(이용득, 한정애, 김경협, 김영주, 어기구), 국민의당(김성식), 새누리당(김성태, 장석춘, 문진국, 임이자) 의원 당선
  - 8.24: 일제강제징용 조선인 노동자상 일본 교토 단바망간기념관에 설치
  - 9.26: 불법 2대지침 폐기 및 노동개악법 저지를 위한 천막농성
  - 11.3: 박근혜 대통령 및 최순실 게이트 사태에 대한 시국선언, 박근혜 정권 퇴진 촉구

- 2017
  - 4.10~4.25: 조합원 총투표. 더불어민주당 문재인 후보를 대선 지지후보로 결정. 이후 문재인 후보와 대선승리-노동존중 정책연대 협약
  - 7.16: 2018 적용 최저임금 역대 최고액(1,060원) 인상. 시급 7,530원
  - 8.22: ILO 핵심협약 비준 촉구 투쟁
  - 9.2: 과로사 근절 및 장시간노동 철폐 투쟁
  - 9.26: 새로운 사회적 대화를 위한 3단계 프로세스 제안
  - 11.16: '좋은 일자리 창출과 저출산고령화 대응, 사회적 대화를 위한 노사정 공동선언' 발

- 2018
  - 5.1: 노동절 마라톤대회 개최
  - 4.9: 노동전문 팟캐스트 '노발대발' 첫 방송
  - 4.23: 노사정 사회적 대화기구 개편방안 합의
  - 6.4: 최저임금법 개악안 대통령 거부권 행사 촉구 청와대 앞 노숙투쟁 돌입
  - 6.19: 한국노총 교육청노동조합연맹 출범
  - 8.10: 남북노동자통일축구대회 개최
  - 11.16: 전국노동자대회

- 2019
  - 3.4: 노동역사전시회 '노동이하다' 개최
  - 5.1: 노동절 마라톤대회 개최

- 2020
  - 1.21: 제27대 위원장 김동명, 사무총장 이동호 당선
  - 7.28: 코로나19 위기극복을 위한 노사정 협약 체결
  - 12.1: ILO핵심협약 비준 및 올바른 노조법 개정 촉구 국회 앞 천막농성 돌입

- 2021
  - 1.9: 중대재해처벌법 국회통과
  - 2.3: 광역연맹 한국노총 가입
  - 2.26: ILO핵심협약 비준동의안 국회 통과
  - 4.28: 공공노총 통합
  - 7.14: 교사노조 한국노총 가입

## 정치 참여
1990년까지는 기존 집권층을 지지하였다. 1997년 김대중과 정책 연대를 하여 2000년에 새천년민주당 소속의 비례대표를 배출하였다. 2004년에는 녹색사민당을 창당하였으나 실패하였다. 2008년에 한나라당과 연대하기도 하였으나, 2011년에 민주통합당에 참여하여 공약을 정하는데 협력하였다.